# 圣维森特和文托萨
圣维森特和文托萨是葡萄牙波塔莱格雷区的一个堂区。总面积101.53平方公里，总人口1236人，人口密度人/平方公里。